# 아킬레우스와 파트로클로스

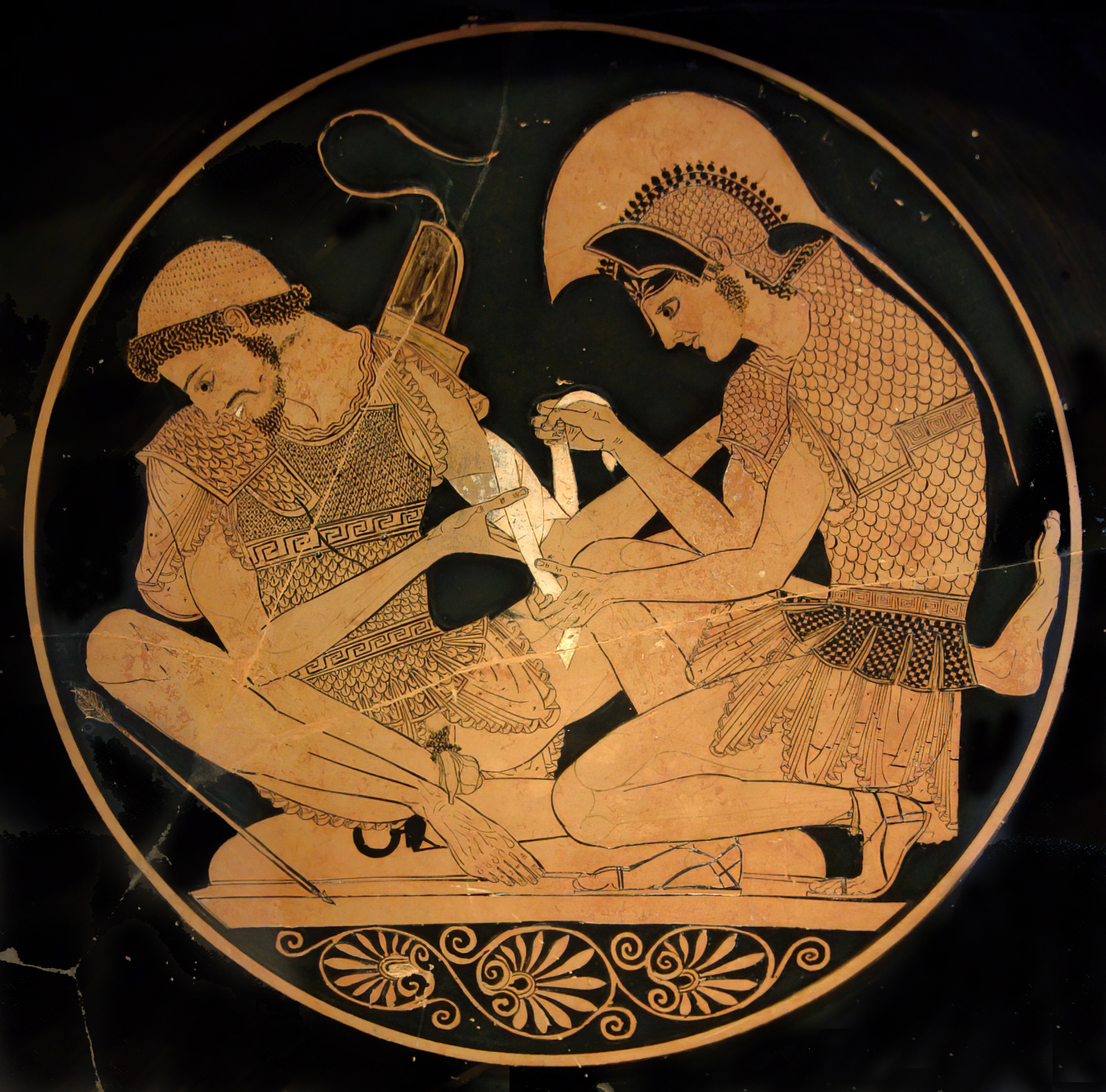
파트로클로스의 팔에 붕대를 감아주는 아킬레우스의 모습

아킬레우스와 파트로클로스 사이의 관계는 트로이아 전쟁 이야기의 중요한 요소이다. 동성애적 소년애의 예시인지, 성적인 것이 아닌 우정의 예시인지, 아니면 완전히 다른 것인지 등 두 사람의 관계는 고대 시대부터 현대까지 계속 논쟁의 대상이다. 일리아스의 저자 호메로스는 아킬레우스가 파트로클로스에게만 상냥하고, 다른 이들에게는 냉담한 태도를 취하는 모습을 언급하며 아킬레우스와의 깊고도 의미 있는 관계를 작품 속에 묘사하였다. 호메로스는 직접적으로 두 사람을 연인으로 명시하진 않았으나, 고대 그리스 문학 시대에 활동한 아이스킬로스, 아이스키네스, 플라톤 등의 작품에는 둘이 연인으로 그려졌다.

## 일리아스에서

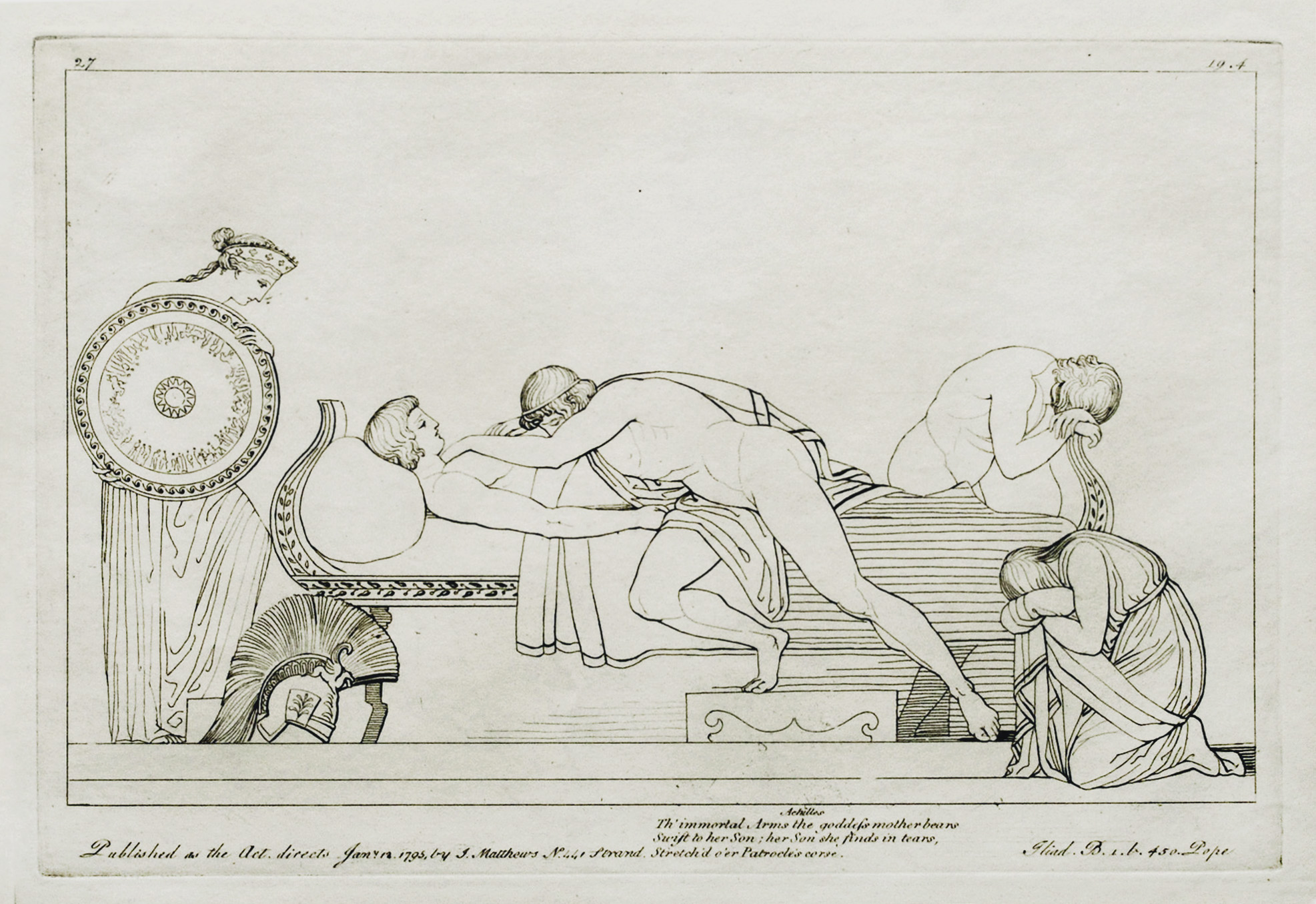
아킬레우스와 파트로클로스를 묘사한 그림. 존 플랙스먼 작

아킬레우스와 파트로클로스는 트로이아 전쟁에서 가까운 동지로 그려졌다. 아가멤논에게 치욕을 당하여 생긴 분노로 아킬레우스는 전투에 참전하지 않기로 결정하였지만, 전세가 아카이아 사람들에게 불리해지자 파트로클로스는 아킬레우스를 설득해 아킬레우스의 갑옷을 착용하고 미로미도네스 군대를 이끌었다. 파트로클로스는 트로이아군을 물리치는 데는 성공하지만 헥토르에게 사망하였다.
파트로클로스가 사망하였다는 소식이 안틸로코스를 통해 아킬레우스에게 전해지고, 아킬레우스는 깊은 슬픔에 빠졌다. 초반에 굳센 마음을 다잡았던 아킬레우스는 파트로클로스의 시체를 만지고 재로 몸을 뒤덮고 단식을 하며 고민에 빠졌다. 아킬레우스는 이후 헥토르의 안드로마케가 사용하는 언어와 매우 유사한 언어를 사용하며 파트로클로스를 애도하였고, 또한 자신이 죽으면 유골을 파트로클로스의 유골과 섞어달라고 요청하였다.
파트로클로스의 죽음으로 생긴 분노로 아킬레우스는 다시 전장으로 나가게 된다. 파트로클로스의 죽음을 복수하기 위해 헥토르를 죽였으며, 아킬레우스는 헥토르의 시체를 전차에 묶고 전차를 끌고 간다.

아킬레우스와 가장 강력하게 이어진 관계는 파트로클로스다. 그레고리 나지는 아래와 같이 말했다.
일리아스가 진행되며 상승하는 아킬레우스의 애정의 가장 높은 것은 파트로클로스의 것이 틀림없다... 사실 파트로클로스는 아킬레우스에게 "가장 많은 필리아가 있는 헤타이로이"의 의미이다. (XVII 411, 655)
헤타이로이(고대 그리스어: ἑταῖρος 헤타이로스[*])는 동료나 동지를 의미하며, 호메로스는 지휘관 휘하에 있는 군인들을 뜻한다. 여성형인 헤타이라로서는 창녀라는 뜻도 존재했지만, 헬레니즘 시대와 비잔티움 시대에서는 여전히 군인의 한 형태로도 쓰였다. 고대 문헌에서 필로스는 형제애로도 번역되지만 주로 가족, 친구 간의 사랑 또는 활동의 욕망이나 즐거움, 연인 간의 일반적인 유형의 사랑을 의미하였다.
아킬레우스가 파트로클로스에게 보인 애착은 그리스 문화에서 남성 유대의 전형적인 형태이다. 신화 속 다몬과 핀티아스, 오레스테스와 필라데스, 하르모디오스와 아리스토게이톤 등은 서로 옆에서 위험과 죽음을 감수하는 사이였다.

옥스퍼드 클래식 사전에서 데이비드 M. 할페린은 아래와 같이 썼다.
호메로스는 아킬레우스와 파트로클로스를 연인으로 묘사하지는 않았지만(일부 고전 아테네인들은 그가 많은 것을 암시하였다고 생각하였다), 그는 그러한 해석을 배제하기 위한 것도 하지 않았다.

## 고대의 해석
기원전 5세기와 4세기에 둘의 관계는 아이스킬로스, 플라톤, 핀다로스, 아이스키네스의 저서에서 동성 연애로 묘사되었다.
아테네에서는 아킬레우스와 파트로클로스를 사랑스럽고도 귀족적으로 생각하였다. 그리스에서 동성, 특히 남성 사이의 소년애 풍습은 정치적, 지적, 때로는 성적 관계였다. 가장 이상적인 구조는 나이가 많은 보호자 역할의 남성과 사랑을 받는 어린 자와의 관계였다. 당시에는 상대와의 나이 차이와 역할(적극적 또는 수동적)이 주요한 특징으로 작용했다. 플라톤과 아이스킬로스와 같은 작가들은 아킬레우스와 파트로클로스의 관계에서 누가 더 나이가 많고 책임을 지는 역할을 맡았는지 결정해야 했다.

### 아이스킬로스
아이스킬로스는 현재 소실된 비극인 미르미도네스(기원전 5세기경 제작)에서 아킬레우스를 보호자로, 파트로클로스를 사랑받는 자로 지정하였다. 아킬레우스는 공개적으로 파트로클로스의 죽음을 애석해하면서, 파트로클로스의 시체에게 애꿎은 말을 하였다. 현존하는 연극의 일부분에서 아킬레우스는 파트로클로스의 허벅지에 "존경하는 동료"라고 말하며 파트로클로스가 많은 키스를 달가워하지 않았다고 적혀져 있었다.

### 핀다로스
핀다로스는 올림피아송(頌, Olympian) 10.16-21에서 청소년 복서 하게시다무스와 트레이너 일라스를 파트로클로스와 아킬레우스에 비교하였으며, 10.99-105에서는 제우스의 연인 가니메데와 비교하며 학생과 트레이너의 관계를 아킬레우스의 묘사 이후 낭만적이었을 것이라고 적었다.

### 플라톤
기원전 385년 경에 쓰인 플라톤의 향연에서 화자인 파이드로스는 아킬레우스와 파트로클로스를 신에게 인정받은 연인들의 본보기로 묘사하였다. 파에드로스는 아킬레우스가 파트로클로스보다 아름다고 젊었을 뿐만 아니라 전투에서 더 고귀하고도 숙련된 모습을 보여주었기에 아킬레우스가 보호자라는 오류를 범했다고 주장하였다. 대신 파이드로스는 아킬레우스가 사랑받는 자였지만, 파트로클로스에 대한 너무나 큰 경외심에 복수를 위해 기꺼이 죽음도 감수할 것이라고 이야기했다.

### 크세노폰
플라톤과 동시대에 활동한 크세노폰은 자신의 쓴 심포지움에서 소크라테스가 아킬레우스와 파트로클로스는 순수하고 헌신적인 동지일 뿐이라고 주장했다고 썼다. 크세노폰은 오레스테스와 필라데스와 같이 전설적인 동료들의 다른 예를 들었다. 특히 크세노폰의 심포지엄에서 주최자인 칼리우스와 얼니 판크라티온 우승자 아우토리코스가 또 다른 예라고 주장했다.

### 아이스키네스
둘 사이의 관계에 대한 추가 증거는 기원전 345년 아테네의 정치인 아이스키네스의 재판에서 발견되었다. 아이스키네스는 호메로스가 그리스인들에게 소년애의 중요성을 강조하였고, 또한 "비록 호메로스는 파트로클로스와 아킬레우스에 대한 많은 부분에서 그들의 사랑을 숨기고 우정이라는 이름을 붙이는 것을 피하였다. 그들의 애정이 남달리 대단하다는 것은 교육을 받은 사람처럼 듣는 사람들에게도 드러남에도 말이다."라며 호메로스가 명시적으로 말하지는 않았지만, 교육받은 사람들은 그 의미를 읽을 수 있어야 한다고 언급했다. 대부분의 고대 작가들은 이러한 아이스키네스의 생각을 따랐다.

### 비소년애적 입장
윌리엄 A. 퍼시 3세는 호메로스의 이오니아 문화에는 후대의 소년애와는 다른 동성애가 존재했다고 믿는 베르나르 세르겅과 같은 학자들이 있다고 언급했다. 그러나 세르겅이나 다른 사람들은 그것이 호메로스에 나타나지 않았다고 주장했다. 세르겅은 의례적인 성년-소년의 관계가 선사시대부터 유럽 전역에 널리 퍼졌다고 주장했다.

### 이외의 관점
기원전 200년경 알렉산드리아에서 사모트라케의 아리스타르코스가 호메로스의 글을 번역하려고 시도하였다. 아리스타르코스는 호메로스가 두 사람을 연인으로 만들려고 한 것이 아니라고 생각했다. 하지만 "우리 둘만의"라는 구절은 애정 관계를 뜻한다는 것에 동의했고, 이는 나중에 추가된 것이라고 주장했다.
알렉산드로스 3세와 측근인 헤파이스티온이 아시아 원정을 위해 토로이아를 통과했을 때 알렉산드로스는 전체 군대 앞에서 아킬레우스와 파트로클로스의 무덤에서 둘을 기렸고, 헤파이스티온과의 관계를 명확히 한다는 일종의 선언으로 받아들여졌다. 묘지에서의 알렉산드로스의 행동은 당시(기원전 334년경) 아킬레우스와 파트로클로스의 관계에 대한 인식을 보여주었다.

## 고대 이후 및 현대의 해석
고전주의 시대의 작가들은 당시의 시각으로서 둘의 관계를 해석했다. 고전시대에는 아킬레우스가 이성애자이며 파트로클로스와는 모법적인 플라톤적 우정을 가졌다고 썼다. 중세 기독교 작가들은 의도적으로 둘의 동성애적 뉘앙스를 지웠다.
데이비드 할페린은 아킬레우스와 파트로클로스를 일리아드와 거의 동시대에 만들어진 다른 전통 이야기인 다윗과 요나단, 길가메시와 엔키두와 비교하였다. 할페린은 현대 독자들이 강렬한 동성의 남성 전사 우정 묘사를 근본적으로 동성애적이라고 해석하는 경향이 있고, 이러한 관계에서 더 큰 주제를 고려하는 것이 중요하다고 주장했다. 또한 할페린은 제도적인 외적 관계는 부모/자녀와 남편/아내의 언어와 같은 제도화된 다른 사랑의 관계의 언어를 사용하며 그렸다고 말하였다. 이는 일리아드 19권에서 아킬레우스가 파트로클로스를 애도하는 부분(315-337행)을 설명하며, 브리세이스(287-300행)에서 이전에 사용됐던 것과 유사한 방식으로 진행된다.

### 셰익스피어
윌리엄 셰익스피어의 비극 트로일러스와 크리세이드에서 아킬레우스와 파트로클로스는 그리스인들의 관점에서는 연인으로 묘사하고 있다. 아킬레우스가 파트로클로스와 함께 천막에서 시간을 보내기로 결정한 것은 오디세우스를 비롯해 많은 그리스인들이 트로이아에 대한 불안을 만든 주요 원인이 되었다.

### 《트로이》
2004년에 개봉한 영화 《트로이》에서는 파트로클로스를 아킬레우스의 어린 친척으로 묘사하고 둘 사이에 어떠한 로맨틱하거나 성적인 관계를 묘사하지 않았다. (일리아스에서는 파트로클로스가 아킬레우스보다 더 나이가 많고 더 많은 책임이 존재한다고 써 있다.)

### 아킬레우스의 노래
매들린 밀러의 2011년 소설 《아킬레우스의 노래》는 파트로클로스의 관점에서 들려주는 성년의 이야기로 아킬레우스와의 애정적이고도 성적인 관계의 발전이 묘사되었다.